# Wilhelm Schänzer
Wilhelm Schänzer (* 14. November 1951 in Voerde-Spellen) ist ein deutscher Biochemiker und Sportwissenschaftler mit Schwerpunkt auf Doping. Von 1995 bis 2017 war er Leiter des Instituts für Biochemie an der Deutschen Sporthochschule Köln.

## Leben
Wilhelm Schänzer absolvierte sein Abitur 1972 in Duisburg. Ab 1973 studierte er an der Deutschen Sportschule und der Universität zu Köln erst Sport und später zusätzlich Chemie, mit Schwerpunkt auf Dopinganalytik. Ab 1978 begann er, zunächst als studentische Hilfskraft, am Institut für Biochemie an der DSHS zu arbeiten. Zum Team um Manfred Donike gehörend, analysierte er Proben u. a. bei den Schwimmweltmeisterschaften 1982 und den Panamerikanischen Spielen 1983. Außerdem leistete Schänzer einen maßgeblichen Beitrag zur Überführung von Ben Johnson.
Nach dem Tod seines Mentors Donike, übernahm Schänzer im September 1995 kommissarisch seine Stelle als Leiter des Instituts für Biochemie. Wenig später überführte er Francois Botha des Dopings. 1997 wurde er offiziell zum Professor an der Deutschen Sportschule und Leiter des Instituts für Biochemie ernannt. Im Fall Dieter Baumann geriet er erneut in die Schlagzeilen, weil er bei seinen Nachforschungen die Dopingmittel in einer manipulierten Zahnpastatube fand und damit Baumann entlasten konnte. Seitdem spezialisierte er sich und das Institut – neben Nachweismethoden, hauptsächlich für Anabolika – auf verunreinigte Nahrungsergänzungsmittel, aus dem später die „Kölner Liste“ entstand. Wilhelm Schänzer wurde am 1. August 2017 in den Ruhestand versetzt.
Schänzer ist verheiratet und hat einen Sohn.

## Kritik
Schänzer wurde wegen seiner „offenkundigen Voreingenommenheit“ und seines weitgehenden Engagement, besonders im Fall Baumann, kritisiert. In der Folge wurde er im Fall Baumann für befangen erklärt und dem Institut für Biochemie die Befugnis zum Untersuchen von Trainingskontrollen des Deutschen Leichtathletik-Verbands kurzzeitig entzogen.

## Ehrungen
- 2018: Bundesverdienstkreuz am Bande, „Professor Schänzer hat bei der Entwicklung von Analysemethoden für Dopingsubstanzen Herausragendes geleistet. Dabei versteht er sich nicht als Jäger der Dopingtäter, sondern als Freund eines sauberen Sports. So war er nicht nur maßgeblich an der Überführung des Sprinters Ben Johnson beteiligt, sondern auch an der Entlastung zu Unrecht verdächtigter Athleten.“ (Laudatio[6])
- 2017: Larry D. Bowers Excellence in Anti-Doping Science Award[7]